# Isola Sant'Antonio
Isola Sant'Antonio és un municipi al territori de la província d'Alessandria (regió del Piemont, Itàlia). Limita amb els municipis d'Alluvioni Cambiò, Alzano Scrivia, Bassignana, Casei Gerola, Castelnuovo Scrivia, Cornale, Gambarana, Guazzora, Mezzana Bigli, Molino dei Torti, Pieve del Cairo i Sale.